# Кастровілл (Каліфорнія)
Кастровілл (англ. Castroville) — переписна місцевість (CDP) в США, в окрузі Монтерей штату Каліфорнія. Населення — 7515 осіб (2020).

## Географія
Кастровілл розташований за координатами 36°45′54″ пн. ш. 121°45′12″ зх. д. / 36.76500° пн. ш. 121.75333° зх. д. (36.765026, -121.753267).  За даними Бюро перепису населення США в 2010 році переписна місцевість мала площу 2,74 км², уся площа — суходіл.

## Демографія
Згідно з переписом 2010 року, у переписній місцевості мешкала 6481 особа в 1470 домогосподарствах у складі 1300 родин. Густота населення становила 2368 осіб/км².  Було 1539 помешкань (562/км²).
Расовий склад населення:
| - 43,3 % — білих - 2,6 % — азіатів - 1,5 % — корінних американців - 1,5 % — чорних або афроамериканців - 0,1 % — вихідців з тихоокеанських островів - 45,6 % — осіб інших рас |

До двох чи більше рас належало 5,4 %. Частка іспаномовних становила 90,1 % від усіх жителів.
За віковим діапазоном населення розподілялося таким чином: 33,5 % — особи молодші 18 років, 60,1 % — особи у віці 18—64 років, 6,4 % — особи у віці 65 років та старші. Медіана віку мешканця становила 26,7 року. На 100 осіб жіночої статі у переписній місцевості припадало 105,8 чоловіків;  на 100 жінок у віці від 18 років та старших — 105,2 чоловіків також старших 18 років.
Середній дохід на одне домашнє господарство  становив 57 248 доларів США (медіана — 49 654), а середній дохід на одну сім'ю — 57 731 долар (медіана — 50 000). Медіана доходів становила 30 192 долари для чоловіків та 27 431 долар для жінок. За межею бідності перебувало 25,2 % осіб, у тому числі 34,1 % дітей у віці до 18 років та 22,4 % осіб у віці 65 років та старших.
Цивільне працевлаштоване населення становило 2839 осіб. Основні галузі зайнятості: сільське господарство, лісництво, риболовля — 35,0 %, роздрібна торгівля — 11,7 %, освіта, охорона здоров'я та соціальна допомога — 10,3 %.